# Doroteo de Antioquía
Doroteo de Antioquía (c. 288 - 407) fue un clérigo arriano. 
Fue obispo de Antioquía desde el año 377, en que sucedió a Euzoio de Antioquía, hasta el 388, fecha en que se convirtió en obispo de la diócesis arriana de Constantinopla, cargo que ocupó hasta su muerte. El ascenso de Doroteo al obispado, desplazando al anterior obispo, provocó tumultos en la diócesis.
Doroteo fue conocido, además de por sus cargos, por haber muerto a la edad de 119 años.